# Josef C. Wirth
Josef Carl Wirth (* 22. November 1884 in Wien; † 1959) war ein österreichischer Beamter und Journalist.

## Leben
Josef Carl Wirth war der Sohn der Schriftstellerin und Journalistin Bettina Wirth und des Nationalökonomen und Journalisten Max Wirth. Sein Großvater war der Journalist, Politiker und Mitorganisator des Hambacher Festes Johann Georg August Wirth.
Nach seinem Studium an der Universität Wien war Wirth von 1911 bis 1914 Journalist beim Generalanzeiger in Breslau. Während des Ersten Weltkrieges fungierte er als Kriegsberichterstatter für die New York World, Frankfurter Zeitung, Berliner Lokal-Anzeiger und Schlesische Zeitung.
1918 wurde er stellvertretender Pressechef im Außenministerium in Wien.
Von 1919 bis 1926 war er Direktor des Telegraphen-Korrespondenzbureau (1922 in Amtliche Nachrichtenstelle - ANA umbenannt)- der heutigen Austria Presse Agentur. Als Mitglied der österreichischen Friedensdelegation in St. Germain verhandelte er die Wiederaufnahme der durch den Krieg unterbrochenen Beziehungen zwischen der österreichischen amtlichen Agentur und den Agenturen Reuters und Havas.
Von 1926 bis 1938 war Wirth Chefredakteur der Tageszeitung Die Stunde und des Theatermagazins Die Bühne. 1938, nach der Machtergreifung der Nationalsozialisten in Österreich, wurde er verhaftet und es erfolgte der Ausschluss aus dem journalistischen Beruf. Von 1938 bis 1945 war er redaktioneller Leiter des Compass-Verlages und von 1945 bis 1947 war er, gemeinsam mit Ernst Kirchweger, öffentlicher Verwalter des Compass.
Ab 1945 war Wirth Sektionschef und Leiter des Pressedienstes im Bundeskanzleramt in Wien.
Josef Carl Wirth war mit Tilde Koegler verheiratet.